# Codex Claromontanus

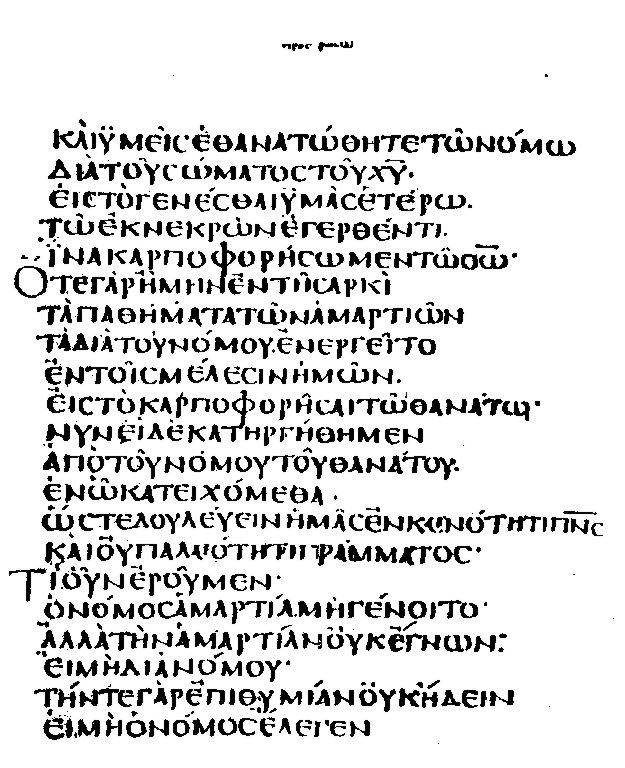
Sida ur Codex Claromontanus

Codex Claromontanus är en handskrift som innehåller Paulus brev på grekiska och latin. Namnet kommer av klostret i Clermont till vilket Jean Calvins lärjunge Theodore Beza (1519–1605) införskaffade den. De flesta forskare daterar handskriftet till 500-talet, några till dess senare hälft. Handskriften förvaras numera på Bibliothèque nationale i Paris.